# 野口百合子
野口 百合子（のぐち ゆりこ、1954年 - ）は、日本の翻訳家。
日本推理作家協会会員。

## 略歴
神奈川県出身。
東京外国語大学英米語学科卒業。早川書房入社後、編集者を務め、後に翻訳家となる。

## 翻訳
- 『哀しみの密告者』（トム・ブラッドビー、扶桑社ミステリー） 1999
- 『エリザベス』（トム・マクレガー、新潮文庫） 1999
- 『ライ麦畑の迷路を抜けて』（ジョイス・メイナード、東京創元社） 2000
- 『フローリストは探偵中』（ジャニス・ハリソン、集英社文庫） 2000
- 『マリー・アントワネットの首飾り』（エリザベス・ハンド、新潮文庫） 2002
- 『恋におちた人魚』（アリス・ホフマン、アーティストハウス） 2002
- 『合衆国復活の日』（ブレンダン・デュボイズ、扶桑社ミステリー） 2002
- 『狼の震える夜』（ウィリアム・K・クルーガー、講談社文庫） 2003
- 『コレクター蒐集』（ティボール・フィッシャー、東京創元社） 2003
- 『独房の修道女』（ポール・L・ムーアクラフト、扶桑社ミステリー） 2004
- 『沈黙の森』（C・J・ボックス、講談社文庫） 2004
- 『ローマのあぶない休日』（ジェンマ・タウンリー、文春文庫） 2004
- 『月下の狙撃者』（ウィリアム・K・クルーガー、文春文庫） 2005
- 『炎と花』（キャスリーン・E・ウッディウィス、ヴィレッジブックス） 2005
- 『凍れる森』（C・J・ボックス、講談社文庫） 2005
- 『聖書の絵師』（ブレンダ・リックマン・ヴァントリース、新潮社） 2006
- 『リンドキストの箱舟』（アン・ハラム、文藝春秋） 2006
- 『煉獄の丘』（ウィリアム・K・クルーガー、講談社文庫） 2007
- 『まなざしは緑の炎のごとく』（キャスリーン・E・ウッディウィス、ヴィレッジブックス） 2008
- 『狡猾なる死神よ』（サラ・スチュアート・テイラー、創元推理文庫） 2010
- 『死者の館に』（サラ・スチュアート・テイラー、創元推理文庫） 2010
- 『ゴッサムの神々』（リンジー・フェイ、創元推理文庫） 2013
- 『もう年はとれない』（ダニエル・フリードマン、創元推理文庫） 2014
- 『7は秘密』（リンジー・フェイ、創元推理文庫） 2015
- 『もう過去はいらない』（ダニエル・フリードマン、創元推理文庫） 2015